# La Vega (Cundinamarca)
La Vega é um município da Colômbia, localizado na província Gualivá, departamento de Cundinamarca.